# Mírnivka
Mírnivka (en ucraïnès: Мирнівка) és un poble de la República Autònoma de Crimea, a Ucraïna, que el 2014 tenia 1.259 habitants. Pertany al districte rural de Djankoi. Fins al 1948 la vila es deia Djurgun-Mírnivka.